# L'Amant double
Pour plus de détails, voir Fiche technique et Distribution.
L'Amant double est un film franco-belge réalisé par François Ozon, sorti en 2017.
Le film a été présenté en compétition officielle lors du Festival de Cannes 2017.

## Synopsis
Chloé est une jeune femme très fragile et en pleine dépression. Elle entreprend alors une psychothérapie. Elle tombe rapidement amoureuse de son thérapeute, Paul, et ses sentiments sont partagés. La jeune femme paraît enfin épanouie. Quelques mois plus tard, le couple décide de s'installer dans un appartement commun. Chloé découvre alors que Paul lui a caché une partie de son identité. Il a en effet un frère jumeau, Louis, qui exerce la même profession que lui...

## Fiche technique
Sauf indication contraire, les informations mentionnées dans cette section peuvent être confirmées par la base de données cinématographiques IMDb,  présente dans la section « Liens externes ».
- Titre : L'Amant double
- Réalisation : François Ozon
- Scénario : François Ozon, avec la collaboration de Philippe Piazzo, librement inspiré du livre de Lives of the Twins de Joyce Carol Oates[1]
- Photographie : Manuel Dacosse
- Décors : Sylvie Olivé
- Costumes : Pascaline Chavanne
- Montage : Laure Gardette
- Musique : Philippe Rombi
- Production : Éric et Nicolas Altmayer
- Sociétés de production : Mandarin Cinéma (France) et Scope Pictures (Belgique)[2]
- Sociétés de distribution : Mars Distribution (France), September Films (Belgique)
- Budget : 7 110 000 euros[3]
- Pays de production :  France et  Belgique
- Format : couleur — 2,35:1 — D-Cinema
- Durée : 110 minutes
- Genre : thriller, érotique
- Dates de sortie :
  - France : 26 mai 2017 (Festival de Cannes 2017 et sortie nationale simultanée)
  - Belgique : 14 juin 2017
- Classification :
  - France : interdit aux moins de 12 ans avec avertissement

## Distribution
- Marine Vacth : Chloé
- Jérémie Renier : Paul Meyer / Louis Delord
- Jacqueline Bisset : Mme Schenker / la mère de Chloé
- Dominique Reymond : la gynécologue / Mme Wexler
- Myriam Boyer : Rose, la voisine
- Fanny Sage : Sandra Schenker
- Jean-Édouard Bodziak : le jeune psychanalyste
- Antoine de La Morinerie : un psychanalyste invité à la soirée
- Jean-Paul Muel : un psychanalyste invité à la soirée

## Analyse
Le film, librement adapté du roman Lives of the Twins de Joyce Carol Oates, est un thriller sur le thème du double maléfique. La réalité y est floue et mouvante, le film présentant un ensemble de fantasmes de l'héroïne et une enquête intérieure que le spectateur peine à suivre,,. Le film illustre le phénomène médical rarissime de l'ischiopagus ou jumeau cannibale.
Plusieurs scènes ont pour décor le Musée d'Art moderne de la ville de Paris où Chloé est gardienne. On peut voir des œuvres d'Éric Chabrely ou d'Henrique Oliveira parmi d'autres. Ces ambiances ont une résonance avec l'état psychologique du personnage.

## Sélection
- Festival de Cannes 2017 : sélection officielle en compétition pour la Palme d'or